# Iecava (rivière)
Pour les articles homonymes, voir Iecava (homonymie).
L'Iecava (en allemand : Eckau) est une rivière de Lettonie. Sa source est constituée de plusieurs rus se regroupant sur le territoire du village de Daudzese, municipalité de Jaunjelgava. Après un parcours de 155 km, l'Iecava se jette dans la Lielupe, environ 4 km après son passage dans Jelgava.

## Géographie
L'Iecava traverse la plaine de Taurkalne et la plaine d'Upmale où elle se trouve pratiquement en continu bordée de forêts. Près de la ville d'Iecava, elle atteint la plaine de Zemgale puis celle de Tīreļi où elle conflue avec la Lielupe.

## Hydrologie

### Régime
Plus de la moitié de son débit provient de la fonte des neiges, et les eaux souterraines n'y contribuent qu'à hauteur de 4-5 %. Du fait de ce régime nival, l'Iecava déborde fréquemment au printemps, et l'étiage estival est important.

### Affluents

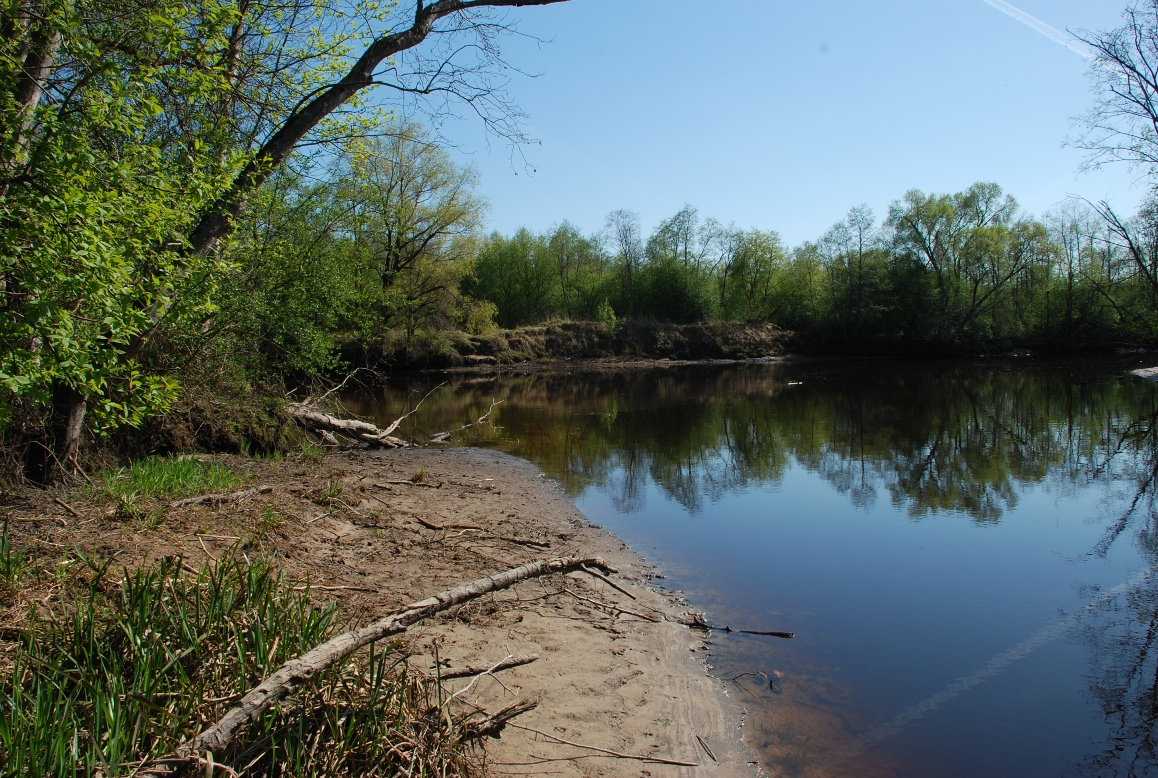
Confluent de la Misa avec l'Iecava.

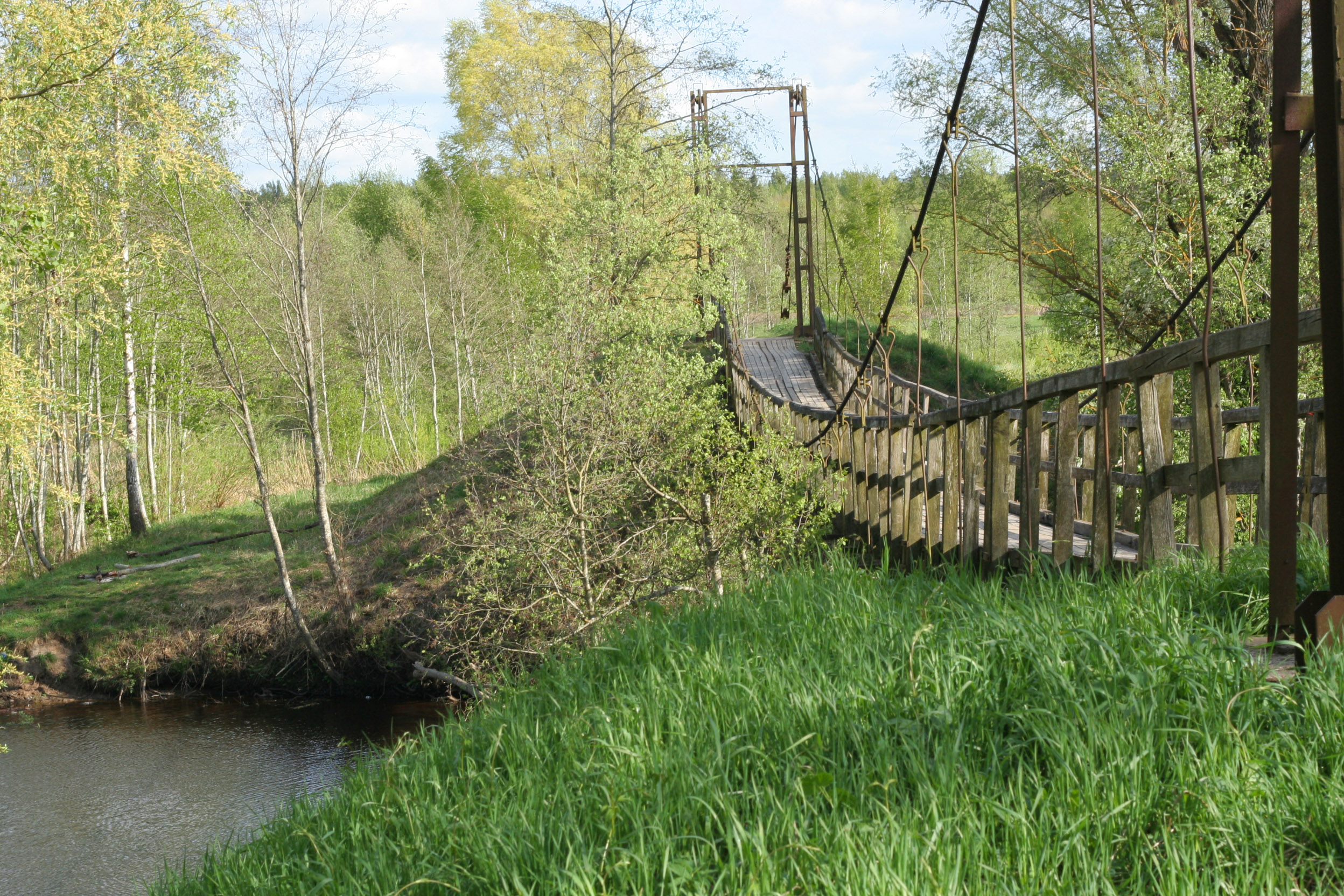
Pont sur l'Iecava à Ozolnieki.

L'Iecava reçoit environ 400 affluents (rivières, ruisseaux et rus), les principaux étant :
Rive gauche :
- Kuma - longueur 6 km
- Ģirupe - longueur 12 km
- Smārde - longueur 12 km
- Ģedulis - longueur 11 km
- Īkstrums - longuur 23 km

Rive droite :
- Sudmaļupe - longueur 6 km
- Svētupe - longueur 6 km
- Dzērvīte - longueur 11 km
- Briede - longueur 10 km
- Vēršupe - longueur 15 km
- Smakupe - longueur 26 km
- Jāņupe - longueur 20 km
- Biržiņa - longueur 16 km
- Misa - longueur 108 km

## Écologie
Le marécage Ellītes purvs (superficie s'étend sur 4 ha) où se trouve l'une des sources d'Iecava est un site protégé depuis 1977, inclus dans le Réseau Natura 2000. C'est l'un des rares endroits en Lettonie disposant de sources de soufre. On y répertorie plusieurs espèces de plantes protégés comme l'Orchis de Fuchs et le Pâturin à épillets espacés (Poa remota Forselles).
Le lit de Iecava se trouve dans une vallée. Ses berges principalement planes montent par endroits jusqu'à 25 m de haut. Sur le tronçon de 15 km près du village de Iecava apparaissent les formations de dolomie rouge, qui près de la colline Ķesterkalns atteignent les 10 m d'épaisseur. Les alentours sont majoritairement sauvages et boisés, les principales essences d'arbres sont le bouleau, le aulne et le sapin.